# Schoos
Schoos (en luxemburguès: Schous; en alemany:  Schoos) és una vila de la comuna de Fischbach situada al districte de Luxemburg del cantó de Mersch. Està a uns 15 km de distància de la ciutat de Luxemburg.